# Oren Uziel
Oren Uziel, född 28 juni 1974 i Evanston i Illinois, är en amerikansk manusförfattare, regissör och producent. Han är mest känd för att ha arbetat på filmer som 22 Jump Street (2014), The Cloverfield Paradox (2018) och The Lost City (2022).

## Filmografi (i urval)
- 2014 – 22 Jump Street
- 2015 – Freaks of Nature
- 2017 – Shimmer Lake
- 2020 – Sonic the Hedgehog
- 2021 – Mortal Kombat
- 2021 – Escape Room 2: No Way Out
- 2022 – The Lost City
- 2023 – Doggy Style
- 2024 – Borderlands
- 2024 – Kraven the Hunter
- 2024 – Sonic the Hedgehog 3